# Fête du prénom

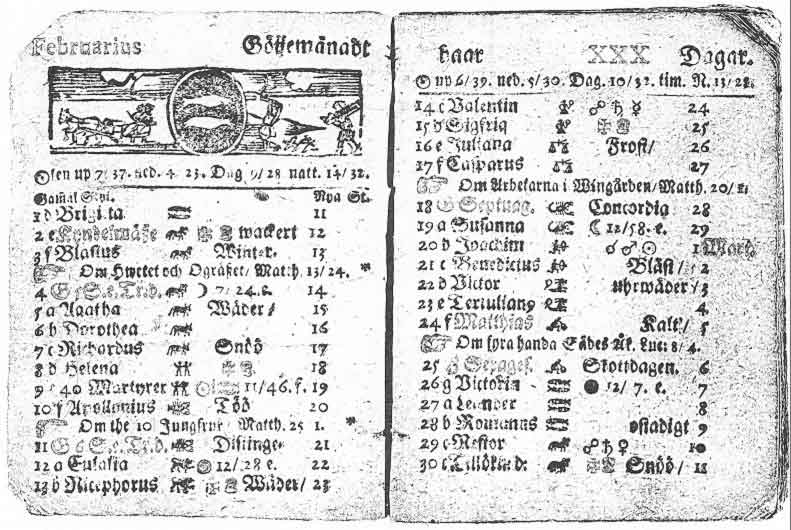
Pages d'un almanach suédois de 1712 indiquant les prénoms du mois de février (remarquer la présence d'un 30 février).

La fête du prénom est une journée pendant laquelle on célèbre les personnes portant une forme du nom de baptême porté par le saint ou la sainte à qui ce jour est dédié sur les calendriers des saints des Églises catholique, orthodoxe ou anglicane. Elle est présente surtout en Europe et en Amérique latine[réf. nécessaire] depuis le Moyen Âge, et n'est pas exclusivement célébrée par des catholiques ou des orthodoxes[réf. nécessaire].
Aujourd'hui, dans de nombreux pays, le lien explicite avec le christianisme se distend et la célébration reste plus populaire dans les pays hispanophones et en Europe de l'Est que dans le reste du continent européen. Dans chaque pays, il y a une liste différente appelée calendriers des saints et des prénoms.